# Actinidain
Actinidain (EC: 3.4.22.14) còn được gọi là actinidin, actinidia anionic protease là một loại enzyme cysteine protease được tìm thấy trong trái cây bao gồm quả kiwi (chi Dương đào), dứa, xoài, chuối và đu đủ. Enzyme này là một phần của họ peptidase C1 giống như papain.
Là một chất gây dị ứng được biết đến trong quả kiwi, enzyme này đang được nghiên cứu sơ bộ về tác dụng của nó đối với protein dải bịt của tế bào biểu mô ruột.
Actinidain có ích về mặt thương mại như một chất làm mềm thịt và trong việc làm đông tụ cho các sản phẩm bơ sữa. Nhiệt độ biến tính của actinidain là 60 °C (140 °F), thấp hơn so với các enzyme làm mềm thịt tương tự bromelain từ dứa và papain từ đu đủ.